# Serule
Serule est une ville du Botswana.